# 信樂晃史
信樂 晃史（しがらき あきふみ、1991年12月26日 - ）は、宮崎県宮崎市出身の元プロ野球選手（投手）。
自動車教習所勤務経験のある初のNPB選手という異色の経歴の持ち主。

## 経歴

### プロ入り前
宮崎市立宮崎南小学校2年生の時から野球部を始めると、宮崎市立赤江中学校で軟式野球部に所属。日南学園高等学校への進学後も、1年生の秋まで捕手を任されていた。
高校1年生の冬から投手に転向。1年夏にチームは甲子園出場するがメンバー外であり、3年夏は3回戦で敗退。広島東洋カープ投手の中﨑翔太は野球部の1年後輩に当たる。
高校卒業後に福岡大学へ進学。阪神タイガース捕手の梅野隆太郎は同期生でバッテリーを組んで、3年秋には明治神宮野球大会を賭けた九州大学野球選手権大会で中継ぎとして優勝に貢献。しかし、本大会では登板なく九州六大学野球のリーグ戦では、通算9試合の登板で0勝1敗という成績にとどまった。
大学卒業後の2014年に、地元で自動車教習所を運営する宮崎梅田学園へ入職するとともに、日本野球連盟に加盟している同社の硬式野球部へ入部。第一種普通自動車運転免許教習指導員資格の取得を経て、日ノ出校に教官として勤務しながら、入部1年目から公式戦に登板した。
入部2年目の2015年に臨んだ第86回都市対抗野球大会の九州2次予選では、NPB経験者の野原将志・加治前竜一を打線に擁する三菱重工長崎に惜敗しながらも、1失点で完投した。以降の予選でも、九州社会人野球界の強豪チームである熊本ゴールデンラークスや、西部ガスの打線を相手に好投。チームは予選で敗退したものの、本戦への出場を決めていたJR九州監督の吉田博之（当時）から、同チームの補強選手に指名された。
都市対抗の本戦では、日本新薬との初戦で、同点の4回から救援で登板。勝ち越し打を浴びたことから、チームは初戦で敗退した。しかし、この試合での投球内容を、NPBの複数球団のスカウトが高く評価。自動車教習所の現役教官でもあったことから、2015年のNPBドラフト会議の直前には「異色の指名候補」として注目された。結局、この会議で千葉ロッテマリーンズから6巡目で指名。契約金3000万円、年俸800万円（金額は推定）という条件で入団した。背番号は51。宮崎梅田学園の出身者および、自動車教習所の教官経験者がNPB加盟球団の選手になった事例は、この時の信樂が初めてであった。

### プロ入り後
2016年には、イースタン・リーグ公式戦20試合に登板。1勝3敗、防御率5.68という成績で、一軍公式戦の初登板までには至らなかった。
2017年には、イースタン・リーグ公式戦19試合の登板で、1勝1敗、防御率6.58をマーク。しかし、シーズン中に腰を痛めた影響で、前年に続いて一軍公式戦への登板機会がなかった。シーズン後半に実戦復帰を果たしたことから、一時は球団の内部で再契約が検討されていたが、10月3日に球団から戦力外通告を受けた。

### ロッテ退団後
ロッテ時代に結婚したことや、戦力外通告の直後に第1子（長男）を授かったことを背景に、2017年11月10日にMAZDA Zoom-Zoom スタジアム広島（マツダスタジアム）の12球団合同トライアウトへ参加。「一度きりの人生で悔いを残してはいけない」という妻からの進言と、「妻と生まれてきたばかりの長男にユニフォーム姿を見せたい」という一家の主としての願望による参加ながら、4人の打者との対戦で無安打1与四球と好投した。NPBの他球団から獲得のオファーを受けるまでには至らなかったが、トライアウトへ参加するまで古巣・宮崎梅田学園の野球部で練習していた縁で、後に同部から選手としての復帰を打診された。しかし、この打診を固辞したうえで、現役からの引退を表明した。
引退を機に宮崎市内での生活を再開した当初は、地元のスイミングスクール・21フィットネスクラブに指導補助員として勤務。自動車教習所の教官だった経験を踏まえて送迎バスの運転も任されたほか、家業の酒店を手伝うなど、野球とは距離を置いていた。2019年からは、「減少の一途をたどる野球人口を増やすことで野球界や地元の宮崎に恩返ししたい」との思いを抱きながら、福岡ソフトバンクホークスが運営する「ホークスキッズベースボールスクール」の宮崎校、日向校、都城校でジュニアコーチ、また投球に特化したアカデミーコーチ、パーソナルコーチも勤めている。現在は会社を設立し地元宮崎を盛り上げる活動も行っている。

## 選手としての特徴
スリークォーターのフォームから投じるストレートとツーシームが武器。ロッテ時代には、先発候補として期待されていた。
大学時代には、ストレートで最速147km/hを計測。同期の梅野から苦言を呈されるほどの練習嫌いだったことや、変化球の投球を苦手にしていたことから、実戦登板の機会は少なかった。卒業を機に野球から離れる可能性もあったが、宮崎梅田学園への入社を機に、練習態度や食生活を大幅に改善。下半身の強化やテークバックをやや小さくしたフォームへの改造によって、肩や肘への負担を軽くするとともに、ツーシームを決め球に使えるようになった。その一方で、都市対抗の補強選手としてJR九州の練習へ参加した際には、監督の吉田博之から「下半身の使い方」を課題に挙げられていた。
もっとも、都市対抗での好投を経て入団したロッテでは、わずか2年で戦力外通告を受けた。信樂自身は現役からの引退後に、「（当時の二軍）コーチ陣から毎日さまざまな指導を受けるうちに、投球フォームが崩れてしまった。一時は、変化球を投げようにもボールが右手の指の第1関節ぐらいにしかかからないように感じられることや、二塁にさえまともに送球できないこともあった」という表現で、入団1年目にイップスに近い状態へ陥っていたことを告白。「『遅れを取り戻そう』と焦っていた2年目に腰を痛めてから、ようやくまともに投げられるようになったので、3年目に巻き返そうとしたら戦力外通告で『3年目』がなくなった」とも語っている。

## 人物
宮崎梅田学園時代には、毎日午前9時から4時間ほど野球部で練習した後に、自動車教習所の教官として午後5時から4時間ほど日ノ出校で勤務していた。同校では技能教習を担当したほか、学科教習で教壇に立つこともあった。千葉ロッテへの入団が決まってからも、2015年12月22日まで教習を担当。最後の教習では、男子高校生を相手に、技能教習でS字走行などを指導していた。信樂自身は、「『教官になる』という道を選んでいなかったら、（福岡）大学からの卒業と同時に何となく就職して、何となく毎日を過ごしていただけだと思う」「教官として多くの学生と接するうちに、人によって感覚が違うことを学ぶとともに、観察眼が養われた」と述べている。
自動車教習所の教官としては、「ハツラツさ」「元気良さ」「明るさ」をモットーに、丁寧な指導で生徒から高い人気を得たという。千葉ロッテへの入団で合意した直後には、「プロの選手になっても、このようなモットーで、ファンに笑顔を提供していきたいです」という抱負を披露する一方で、「今は（プライベートで）国産車に乗っているんですが、本当はアウディ社製の車が大好きなので、プロで活躍したらアウディ車の購入を考える」と告白。同球団の本拠地・QVCマリンフィールドでアウディ社製のリリーフカーが使われていることにちなんで、「周囲からは『（一軍の主催試合で救援投手としての登板を命じられたら）自分でリリーフカーを運転すれば良いのでは』と言われる」とも語っていたが、その機会が訪れないまま現役生活に終止符を打った。引退を表明した後には、「宮崎梅田学園にいた2年間で（NPBの球団から入団の）声が掛からなかったら野球を辞めるつもりだったので、プロ（NPB）にまで行けたことは、自分にとっての財産だった」と述懐している。
ロッテから戦力外通告を受ける直前から、現役からの引退を決意した直後までは、『ミライ☆モンスター』（フジテレビ）のスタッフが信樂の一家に密着取材。2017年12月17日放送分で、取材の模様が紹介された。

## 詳細情報

### 年度別投手成績
- 一軍公式戦出場なし

### 背番号
- 51 （2016年 - 2017年）